# Nylands brigad

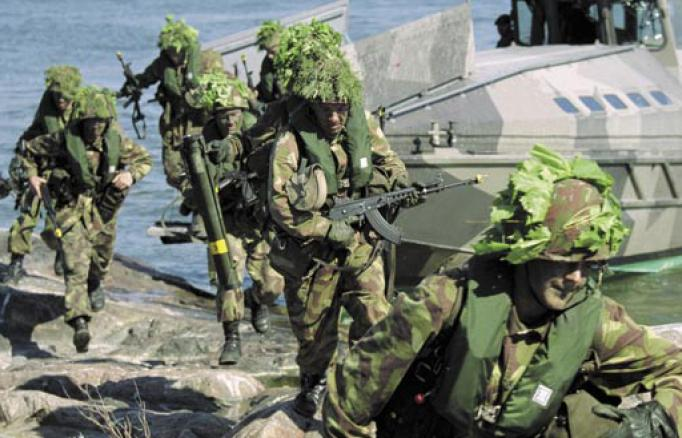
Kustjägare från Nylands brigad under en övning.

Nylands brigad (finska:Uudenmaan prikaati) är en marinbrigad inom marinen som verkat i olika former sedan 1957. Förbandsledningen är förlagd i Dragsviks garnison i Raseborg.

## Historia
Nylands brigad följer Nylands regementes traditioner, som i sin tur grundades av Gustav II Adolf år 1626. Regementet utmärkte sig själv vid slaget vid Siikajoki under det Finska kriget.
Brigaden kan också spåra sin historia till det 3. jägarregementet under det finska inbördeskriget och det 4. infanteriregementet (IR4; fi: "JR4") under det andra världskriget. Därtill hörde den 13. brigaden även till brigadens historia i fråga om sin närvaro på Hangö udd under mellankrigstiden. 
År 1952 omorganiserades 4. infanteriregementet samt 3. fältartillerisektionen inom 2. fältartilleriregementet till 4. brigaden. År 1958 fick förbandet sitt nuvarande namn då samtliga förband i Finland övergick till landskapsnamn. År 1990 tillfördes kustjägarutbildningen till Nylands brigad i Dragsvik, det efter att den under åren 1960–1989 varit en del av den kustjägarbataljon som verkade i Obbnäs. År 1998 överfördes förbandet till marinen, efter att fram till dess varit ett arméförband.

## Verksamhet
Nylands brigad utbildar soldater för strid i kust- och skärgårdsförhållanden. Nylands brigad är det enda truppförbandet i Finland där utbildningen ges på svenska. Rekryterna kommer vanligtvis från de svenskspråkiga kusttrakterna: Österbotten, Nyland och Egentliga Finland, samt de finlandssvenska språköarna. Även svensktalande finska medborgare bosatta i utlandet får i regel sin grundutbildning på Dragsvik.
Nylands brigad är uppdelad i två bataljoner, Vasa kustjägarbataljon och Ekenäs kustbataljon. Idag utbildar även brigaden manskap för ATU-enheten (Amphibious Task Unit) som är ett kustjägarförband vars spetskompetens är strid i skärgården och vid kusten. ATU utgör en del av Nylands brigads beredskapsenhet (VYKS). Kustjägarna som tjänstgör på ATU får även militär krishanteringsutbildning.

### Ingående enheter
| Vasa kustjägarbataljon - 1. kustjägarkompaniet - 2. kustjägarkompaniet - Stridsbåtskompaniet | Ekenäs kustbataljon - Stabs- och signalkompaniet - Granatkastarkompaniet - Pionjärkompaniet | Underhållscentralen - Transportcentral - Materialcentral |

## Materiel
Brigaden har till sitt förfogande bland annat 45 XA-185 Pasi, omkring 200 övriga fordon och 120 släpvagnar. För sjöbruk används omkring 100 båtar, däribland 10 Uiskobåtar av kustvariant och 7 av pionjärvariant, 30 stormbåtar och 25 havskajaker. Det motoriserade artilleriet använder 130 K 54-kanoner och man har även Spike-ER-robotar för sjövärnsbruk.

## Förläggningar och övningsplatser
Brigaden är förlagd till Dragsvik, nära Ekenäs i Raseborgs stad. Förbandet har sina övningsområden förlagda till Baggby skjutbana och Syndalen på Hangö udd. Därtill övar kustjägarna på bland annat Russarö och Hästö-Busö.

## Heraldik och traditioner
Årsdagen firas den 18 april till minne av slaget vid Siikajoki. Honnörsmarsch är "Nylänningarnas marsch". Brigadens fana har Nylands grevliga vapen på blå botten med gula pfalziska eldtungor. Siikajokikorset är ett minneskors som Nylands brigads beväringar har rätt att bära efter en viss tjänstgöringstid.

## Förbandschefer
Förbandschefen tituleras brigad chef och har sedan 2005 tjänstegraden kommodor.

- 1944–1947: Överste Dikt Wiberg
- 1947–1954: Överste Joel Svante Walldén
- 1954–1956: Överste Gustaf Palmgren
- 1956–1958: Överste Eric Åkerman
- 1958–1965: Överste Olof Lindeman
- 1966–1967: Överste Lauri Boldt
- 1967–1969: Överste Ossian Wuorenheimo
- 1969–1973: Överste Esko Raunio
- 1973–1976: Överste Wilhelm Stewen
- 1976–1980: Överste Keijo Tuominen
- 1980–1984: Överste Hans Christensen
- 1984–1985: Överste Gustav Hägglund
- 1985–1988: Överste Lars Stenström
- 1988–1992: Överste Olof Thodén
- 1992–1995: Överste Karl-Gustav Muromaa
- 1995–1998: Överste Bjarne Ahlqvist
- 1998–2001: Kommodor Stig-Göran Grönberg
- 2001–2005: Överste Karl Gustav Storgårds
- 2005–2008: Kommodor Henrik Nystén
- 2008–2011: Kommodor Anders Gardberg
- 2011–2012: Kommodor Juha Vauhkonen
- 2013–2014: Kommodor Olavi Jantunen
- 2015–2017: Kommodor Kjell Törner
- 2017–2020: Kommodor Arvi Tavaila
- 2021–2023: Kommodor Juha Kilpi
- 2023–2025: Kommodor Jyri Kopare
- 2025–20xx: Kommodor Mikko Laakkonen

## Namn, beteckning och förläggningsort
| 3. Jägerregementet                 | 1918-??-?? | – | 1918-??-?? |
| Jägerregementet 3                  | 1918-??-?? | – | 1918-??-?? |
| Norra Savolax jägarregemente No. 3 | 1918-??-?? | – | 1919-??-?? |
| Nylands regemente                  | 1919-03-15 | – | 1940-06-13 |
| 13. brigaden                       | 1940-06-13 | – | 1941-06-14 |
| Infanteriregementet 13             | 1941-06-15 | – | 1944-??-?? |
| Infanteriregemente 4               | 1944-??-?? | – | 1954-??-?? |
| 4. brigaden                        | 1954-??-?? | – | 1956-12-31 |
| Nylands brigad                     | 1957-01-01 | – |            |

| NYLBR | 1957-01-01 | – |  |

| Dragsviks garnison (F) | 1957-01-01 | – |  |